# Гюнештепе (квартал на Истанбул)
Гюнештепе (на турски: Güneştepe) е един от 11-те квартала в район Гюнгьорен в европейската част на Истанбул. Поглеждайки към административните граници, Марешал Чакмак се намира на юг; Меркез е на изток; Йенигюн в район Баъджълар е на изток; на север е квартал Меркез в район Баъджълар.